# Dove vai se il vizietto non ce l'hai?
Dove vai se il vizietto non ce l'hai? è un film italiano del 1979 diretto da Marino Girolami.

## Trama
Un investigatore privato e il suo aiutante vengono assoldati da Simona, una seducente donna che sospetta dei tradimenti da parte del marito, Cesare Beltramelli, potente uomo d'affari. Per non destare sospetti, i due investigatori sono costretti a farsi passare l'uno per Diogene, un maggiordomo omosessuale, e l'altro per Carlotta, una cuoca. I due, grazie al travestimento e alla complicità di Simona, vengono assunti assieme al resto della servitù all'interno della villa.
Il compito per gli investigatori in incognito, però, si rivela assai arduo. La copertura dell'omosessualità di Diogene viene messa a dura prova dalla corte assidua di Simona e delle domestiche Irma ed Emma, mentre la femminilità simulata di Carlotta attrae le attenzioni di Anselmo, un giardiniere manesco ed erotomane. Durante un pedinamento i due scoprono che in realtà Cesare è un omosessuale che ama vestirsi e acconciarsi con trucco e abiti femminili e che ha una relazione con un travestito, pugile ed ex-campione dei pesi medi dal Lazio. I due vengono scoperti e sono dunque costretti a rivelare la loro vera identità. Si troveranno poi ad accordarsi con Cesare, che offrirà loro una cifra superiore a quella di Simona, in modo che i due non dicano nulla alla moglie, che però paga loro la cifra promessa.
Tornando a casa, i due offrono un passaggio a due donne finlandesi, in realtà travestiti, che li derubano dei soldi e dell'automobile.